# Lennart Johansson Academy Trophy
Lennart Johansson Academy Trophy är en internationell fotbollsturnering för ungdomar som varje år arrangeras i Solna, Sverige.
Turneringen samlar ett urval av Europas främsta fotbollslag i klasserna pojkar 13, pojkar 14 och flickor 14.
Turneringen bär namnet efter Lennart Johansson, f.d UEFA-president mellan åren 1990 och 2007.
Några av de fotbollsklubbar som deltagit hittills är bland annat: 
AIK, FC Barcelona, Juventus FC, AC Milan, FC Porto, Atlético Madrid, SV Werder Bremen, 
Liverpool FC, PAOK FC, Röda Stjärnan Belgrad, Hajduk Split, Georgiens landslag, 
Mexikos landslag, AFC Ajax, FC Köpenhamn, Tottenham Hotspur och många fler. 
Turneringen arrangeras alltid sista helgen i maj på Skytteholms IP i Solna. 
Turneringen arrangeras av AIK Ungdomsakademi.